# Almudena de Arteaga
María de la Almudena de Arteaga y del Alcázar (n. Madrid, 25 de junio de 1967), XX duquesa del Infantado, es una escritora española destacada en el género de novela histórica.

## Biografía
Nació en Madrid el 25 de junio de 1967, ciudad en la que reside actualmente junto a su marido y sus dos hijas. Es licenciada en Derecho por la Universidad Complutense de Madrid, correspondiente de la Real Academia Hispano-Americana de Ciencias, Artes y Letras, y diplomada en Genealogía, Heráldica y Nobiliaria por el Instituto Salazar y Castro.
Ejerció la abogacía durante seis años, especializándose en Derecho Civil y Laboral. Trabajó como documentalista en los libros de La insigne Orden del Toisón de Oro y La Orden Real de España, un ensayo histórico. En 1997 publicó su primera novela La princesa de Éboli, cuyo éxito le permitió dejar el ejercicio del Derecho para dedicarse en exclusiva a la literatura. A esta primera novela le siguieron veinte obras de distintos géneros. 
Ganó el Premio Alfonso X el Sabio de Novela histórica 2004 con María de Molina. Tres coronas medievales. En marzo de 2012 fue galardonada con el xix Premio Azorín de Novela por su obra Capricho, un recorrido histórico con intriga por el Madrid del siglo XIX.
También imparte conferencias y colabora como articulista en periódicos y revistas españolas.

## Casa del Infantado
Tras aprobación de la Ley 33/2006, de 30 de octubre, sobre igualdad del hombre y la mujer en el orden de sucesión, Almudena, en condición de hija primogénita, se convirtió en la principal heredera de la Casa del Infantado, desplazando a su hermano Íñigo, XX marqués de Távara, quien hasta hacía unos años, como primogénito de entre los varones, estaba llamado a ser el XX duque del Infantado, y que murió en 2012 en un accidente de aviación, y a su hermano Iván, XV marqués de Armunia.
El 17 de noviembre de 2018, se publicó en el Boletín Oficial del Estado la sucesión en su favor del ducado del Infantado, así como de otros cinco títulos nobiliarios y dos dignidades.

## Controversia
En septiembre de 2024, Almudena retomó un terreno cercano al Castillo de Manzanares, previamente cedido por su abuelo para uso y disfrute de la infancia del municipio, efectivamente privando a la población de un parque de recreo.
Posteriormente, en enero de 2025, recuperó la gestión del Castillo, lo que provocó la necesidad de una nueva licencia para su explotación, generando un cierre indefinido al público.

## Títulos nobiliarios
- XX duquesa del Infantado, grande de España[3][1]
- XVIII marquesa de Cea,[1][6] cedió este título a su hija María Teresa Anchústegui y de Arteaga en 2019.[7]
- XXI condesa del Real de Manzanares[1][3]
- XIV condesa de la Monclova, grande de España[1][3]
- X condesa de Corres[1][3]
- XXVII señora de la Casa de Lazcano, grande de España[1][3]
- XXIV almirante de Aragón[1][3]

### Tratamientos
Esta tabla aún no está actualizada. Puedes contribuir aportando información sobre títulos y tratamientos de esta persona.

## Sucesión
| Predecesor: Íñigo de Arteaga y Martín | Duque del Infantado 2018-presente    | Sucesor: Almudena de Arteaga y Anchústegui   |          |
| Predecesor: Íñigo de Arteaga y Martín |                                      | Condesa del Real de Manzanares 2018-presente | Sucesor: |
| Predecesor: Íñigo de Arteaga y Martín | Condesa de la Monclova 2018-presente | Sucesor:                                     |          |
| Predecesor: Íñigo de Arteaga y Martín | Condesa de Corres 2018-presente      | Sucesor:                                     |          |
| Predecesor: Íñigo de Arteaga y Martín | Predecesor:                          | Señora de la Casa Lazcano                    | Sucesor: |
| Predecesor:                           | Almirante de Aragón 2018-presente    | Sucesor:                                     |          |

## Obra

### Novelas
- La Princesa de Éboli (1997).[2]
- La vida privada del emperador Carlos V (1998).[2]
- Eugenia de Montijo (2000).[2]
- Estúpida como la luna (2000)[2]
- La Beltraneja, el pecado oculto de Isabel la Católica (2001).[2]
- Catalina de Aragón. Reina de Inglaterra (2002).[2]
- María de Molina: Tres coronas medievales (2004).[2]
- La Beltraneja: El pecado oculto de Isabel la Católica (2004)[8]
- La esclava de marfil (2005).[2]
- El desafío de las Damas, La verdad sobre la muerte del Conde Duque de Olivares (2006).[2]
- El Marqués de Santillana (2009).[2]
- Los ángeles custodios (2010).[2]
- Capricho (2012).[2]
- La Estela de un Recuerdo (2014).[2]
- Por Amor al Emperador Carlos V (2016).
- Cenizas de plata y sangre (2018).
- La Virreina Criolla (2022)

### Ensayos
- La Insigne Orden del Toisón de Oro (1996), como ensayista y documentalista.[2]
- La Orden Real de España (1808-1813) (1997),[2] junto a Alfonso de Ceballos-Escalera.
- Herencias y legados adquiridos por Don Íñigo López de Mendoza. Marqués de Santillana (1398-1458), Tomo “El Hombre” (1998).[2]
- Leonor: ha nacido una reina (2006),[2] junto a Nieves Herrero.
- Beatriz Galindo “La Latina” Maestra de Reinas (2007).[2]
- Yo abdico (2014) como coautora.[2]

### Relatos
- «Confesiones Secretas» (Hijas y padres, 1999).[2]
- Cabeza de cera (La Razón, 2005).
- La paz de la experiencia (La Razón, 2005).
- El duende que convirtió humo en cristal (Cuentos con corazón, 2005).
- El extraño zahorí (La Razón, 2006).
- Zarpamos trazando una estela (2007).

## Premios
- Premio de Novela Histórica Alfonso X El Sabio (2004) por su obra María de Molina, tres coronas Medievales.[2]
- Finalista del Premio Internacional de Novela Histórica "Ciudad de Zaragoza" (2006) por El desafío de las Damas, La verdad sobre la muerte del Conde Duque de Olivares.[2]
- Mención honorífica en el Premio Espartaco (2006) por El desafío de las Damas, La verdad sobre la muerte del Conde Duque de Olivares.[2]
- Premio Algaba (2007) ex aequo por "La Latina" Beatriz Galindo, maestra de reinas.[9]
- Premio Azorín (2012) por Capricho.[2]
- Premio Princesa de Éboli (Excmo. Ayuntamiento de Pastrana) (2017).[10]